# Rio Piracicaba (São Paulo)
Der Rio Piracicaba ist ein 175 km langer rechter Nebenfluss des Rio Tietê im brasilianischen Bundesstaat São Paulo. Der Rio Piracicaba verfügt über einen mäanderförmigen Verlauf. Der Name des Flusses entstammt dem Tupí-Guaraní und besagt „Ort, wo der Fisch anhält“. Rio (portug.) selbst besagt „Fluss“.
Es handelt sich dabei um den mengenmäßig größten Zufluss des Rio Tietê. Darüber hinaus zählt der Rio Piracicaba zu den bedeutendsten Gewässern des Bundesstaates São Paulo und insbesondere für die dortige Metropolregion Campinas.

## Geografik und Lage
Das Einzugsgebiet des Rio Piracicaba erstreckt sich über eine Fläche von 12.531 km² und befindet sich im Südosten des Bundesstaates São Paulo und im äußersten Süden von Minas Gerais.
Der Rio Piracicaba entsteht bei Americana am Zusammenfluss von Rio Atibaia (links) und Rio Jaguari (rechts). Nach dem Passieren der gleichnamigen Stadt Piracicaba stößt der Fluss auf seinen wichtigsten Zustrom, den Rio Corumbataí. Dann durchläuft der Rio Piracicaba weitere 250 km, ehe er in den Rio Tietê im Gebiet der Städte Santa Maria da Serra und Barra Bonita mündet. Der Rio Piracicaba mündet schließlich in den von der Talsperre Barra Bonita aufgestauten Rio Tietê. Dabei wird der Unterlauf des Rio Piracicaba auf einer Länge von etwa 47 km aufgestaut.
Der Flusslauf befindet sich in einer der höchstentwickelten Regionen des Staates São Paulo und umfasst bedeutende Städte wie Bragança Paulista, Campinas, Limeira, Americana, Atibaia, Rio Claro, Santa Bárbara d’Oeste und die Stadt Piracicaba selbst. 

## Geschichtliches und Nutzung des Flusses
Der Fluss fand als Wasserstraße Verwendung und stellte während des 18. Jahrhunderts einen Zugang zu den Nachbarstaaten Mato Grosso und Paraná dar. Städte wie Piracicaba wurden an seinen Ufern gegründet.
Während des 19. und 20. Jahrhunderts fuhren kleine Dampfschiffe auf dem Fluss. Außerdem stellte dieser eine Versorgung dar, für Fabriken und die Produktion von Rohrzucker und Kaffee.
Um 1960 etwa beschloss die Regierung von São Paulo eine weiterführende Ausnutzung des Flusses zur Wasserversorgung der Metropolregion São Paulo. Somit wurden verschiedene Dämme an den Ursprüngen des Flusses angelegt. Dieses Zurückhalten und teilweise Umleiten der Zuflüsse zog einen niedrigeren Wasserstand des Flusses nach sich.
Etwa im Jahr 1980 verursachte die fortschreitende Verstädterung und Industrialisierung der Metropolregion Campinas eine zunehmende Gewässerverschmutzung der ohnehin schon geringeren Wassermenge des Rio Piracicaba. Dadurch zählte der Fluss zu Beginn des 21. Jahrhunderts zu den meistverschmutzten Gewässern Brasiliens.
In den letzten Jahren haben ein Erstarken von Umweltgruppen, erweiterte Kontrollen und Bestrebungen zum Gewässerschutz eine weitere Verschlechterung dieses Zustandes verhindert. Dem ebenso zuträglich sind Kläranlagen, welche in einigen Städten eingerichtet wurden. Trotzdem ist das Wasser des Rio Piracicaba in weiten Teilen des Flussverlaufes nach wie vor ungeeignet, um menschlichem oder auch nur tierischem Konsum zugeführt zu werden.
Durch den Bau einer Schleuse nahe seiner Mündung bei Santa Maria da Serra könnte die Schifffahrt auf dem Fluss wiederaufgenommen werden. Damit würde eine Schiffbarkeit bis in Nähe der Stadt Piracicaba und eine Anbindung an die Wasserstraße Tietê-Paraná möglich. Jedoch gibt es hierzu bislang keine Machbarkeitsstudie.

## Kultur
Der Rio Piracicaba durchquert eine der ältesten Regionen der Besiedelung des Staates São Paulos. Einen festen Platz in der Kultur hat der Rio Piracicaba auch in der gleichnamigen Stadt, die an den Flussufern wuchs. In dieser Stadt finden verschiedene beliebte Festivitäten nahe den Flussufern statt. In einem brasilianischen Lied Rio de Lágrimas (‚Fluss der Tränen’) wird der Rio Piracicaba zudem besungen.